# Werfen-Formation

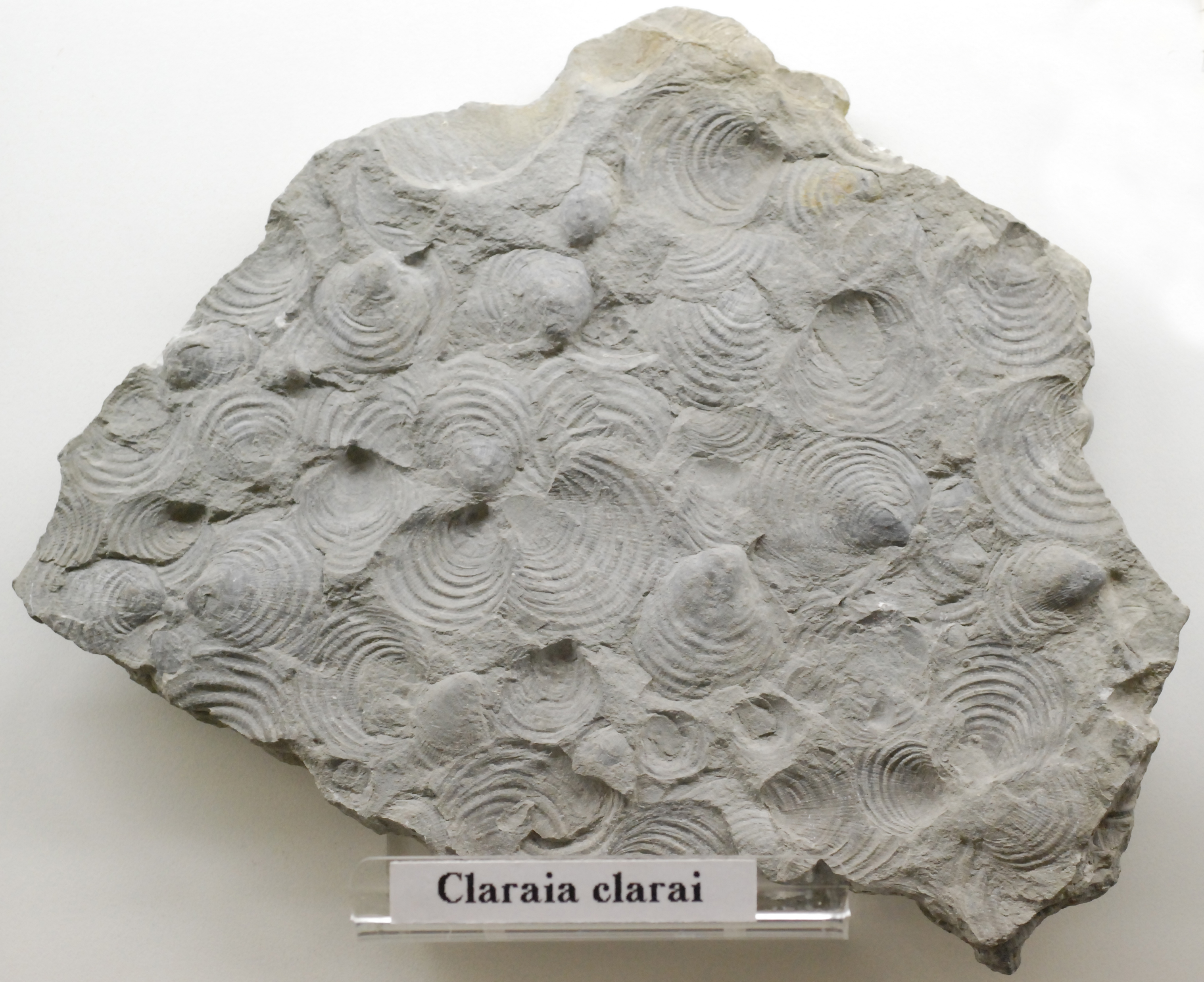
Claraia clarai aus der Werfen-Formation ausgestellt im Museum Gherdëina

Die Werfen-Formation oder auch Werfener Schichten ist eine lithostratigraphische Formation der unteren Trias (dem Skythium) der ostalpinen Decken und im Südalpin. Sie ist das Produkt wiederholter Überflutungen durch das Tethysmeer.

## Geschichte
Zum ersten Mal beschrieben hat die Werfener Schichten 1832 Karl Lill von Lilienbach. Benannt ist die Formation nach der Marktgemeinde Werfen 40 Kilometer südlich der Stadt Salzburg.

## Definition und Verbreitungsgebiet
Die flachmarine Werfen-Formation setzt im westlichen Ostalpinen Bereich (im Tiroler Unterland, etwa im Raum Schwaz bis Wörgl gegen Osten hin) über dem fluviatilen Alpinen Buntsandstein ein, mit dem sie auch verzahnt ist. Die Formation erreicht eine Mächtigkeit bis zu 300 Metern, nach einigen Autoren soll sie bis über 500 Meter mächtig werden. Weiter im Osten wird die Werfen-Formation von der Alpinen Haselgebirge-Formation, örtlich auch von der Präbichl-Formation unterlagert oder liegt diskordant über dem Paläozoikum der Grauwackenzone. Überlagert wird sie von der Reichenhall-Formation. Im südalpinen Bereich erreicht die Werfen-Formation bis zu 400 Meter Mächtigkeit, wird von der Bellerophon-Formation unterlagert und vom Richthofen-Konglomerat beziehungsweise vom Unteren Sarl-Dolomit überlagert. Die Werfen-Formation erscheint häufig an den Flanken der größeren Täler und an der Basis vieler Berggruppen.

## Subformationen

### Ostalpin
Alexander Tollmann teilt die Formation, die er Werfener Schichten nennt, in drei Bereiche: Werfener Quarzite im Liegenden, die wie im Gebiet südlich des Dachsteins oder in der Admonter Schuppenzone hunderte Meter mächtig sein können. Der Mittelbereich die Werfener Schiefer, der vielerorts auch das einzige Glied der Formation darstellen kann, handelt es sich um rote, violette, grüne, graue Tonschiefer, Tonsteine oder schiefrige Sandsteine, die gelblich oder bräunlich verwittern und in seichten Meeresbereichen entstanden sind. Im Hangenden folgen, besonders in den Kalkhochalpen, Werfener Kalke. Dieses Schichtglied ist maximal 30 Meter mächtig. Im Mesozoikum der Zentralalpen ist das Skythium durch geringmächtige Tonsteine vertreten, die Alpinen Rötschiefer.

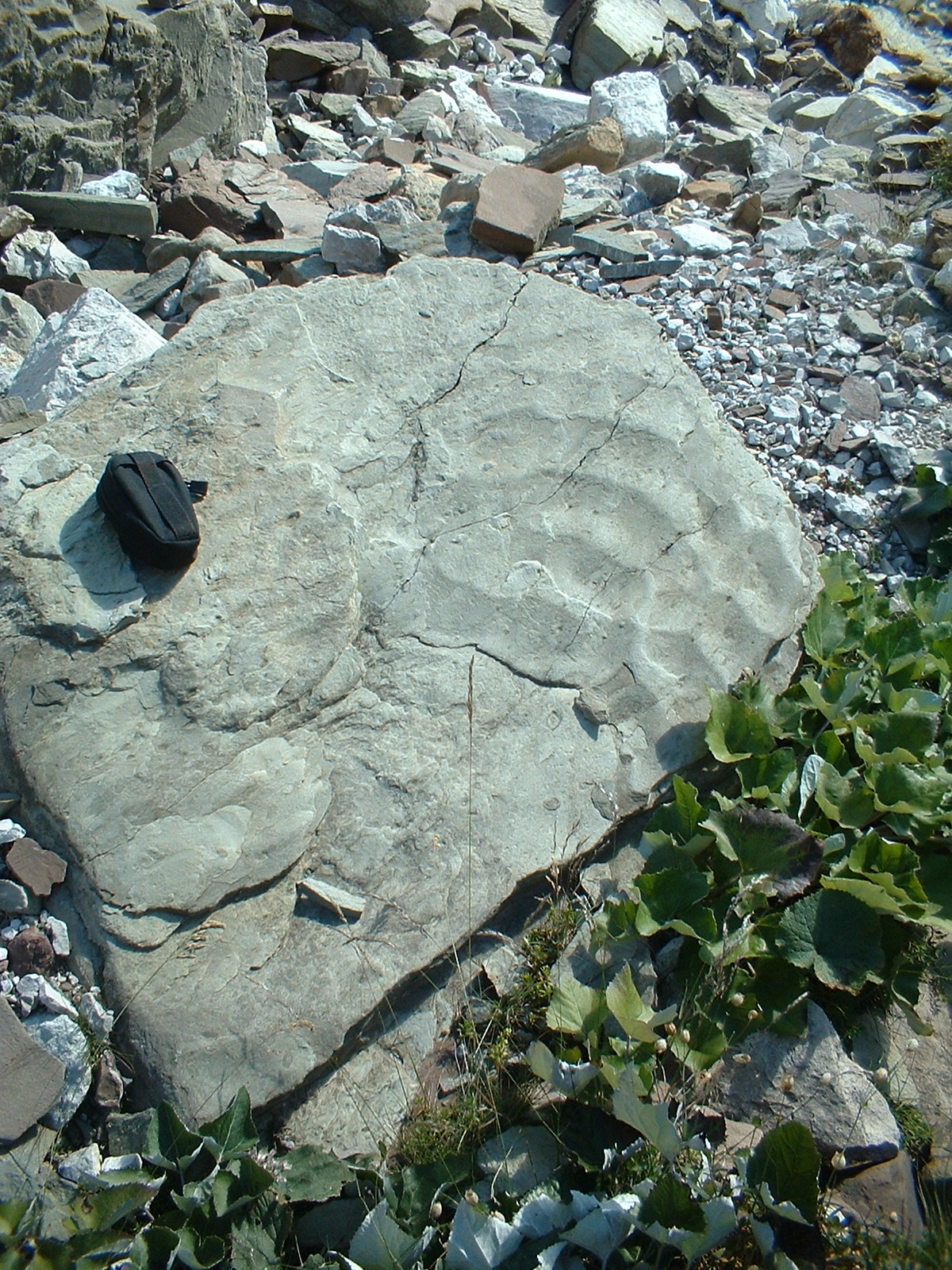
Block aus den Seis-Schichten im Trentino mit Rippelmarken

### Südalpin

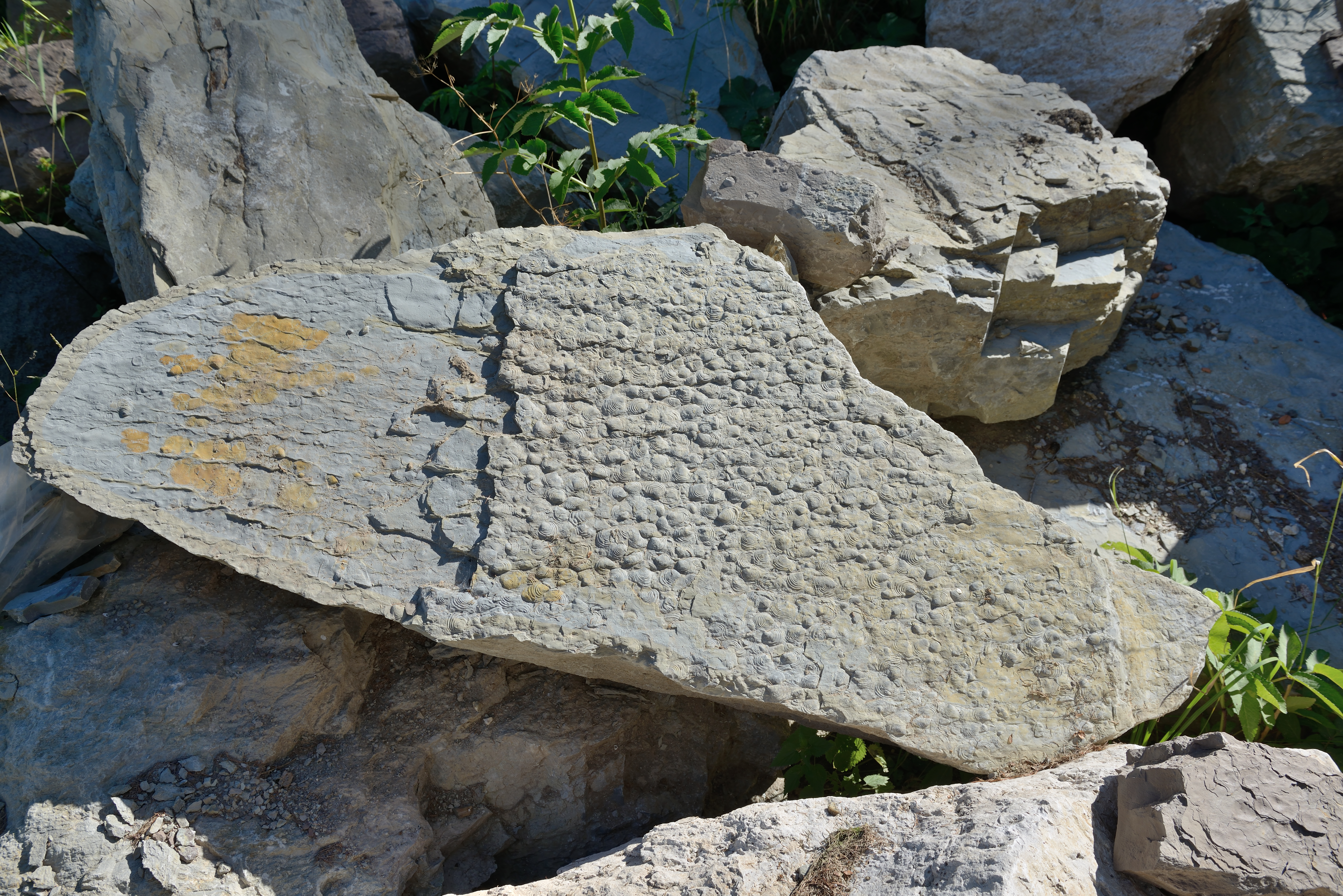
Steinplatte mit unzähligen Claraiamuscheln aus den sehr extensiven Vorkommnissen der Werfener Schichten in Gröden

Im südalpinen Anteil der Werfen-Formation werden bis zu neun Schichtglieder unterschieden, die aber durch Erosion im Anisium ganz oder teilweise fehlen können. Das sind im Liegenden der Tesero-Oolith, der aus dünnbankigen Kalkoolithen besteht und bis an die sechs Meter Mächtigkeit erreicht. Dann folgen 25 bis 50 Meter mächtige Ostrakoden-Mergel mit Kalkbänken und Schill-Lagen, die sogenannten Mazzin-Schichten. Darüber folgen bunt gefärbte und evaporitische Andraz-Schichten mit einer Mächtigkeit von etwa 15 Metern. Die Seis-Schichten sind graue und gelblichgraue Kalke, Mergelkalke oder Kalkmergel. Dieses Schichtglied erreicht Mächtigkeiten zwischen 20 und 40 Meter. Darüber folgt örtlich ein Gastropoden-Oolith, der aber auch zwischen den Andraz- und Seisschichten auftreten kann. Dieses oolithische Schichtglied kann bis zu 50 Meter mächtig werden. Die 40 bis 80 Meter mächtigen Campill-Schichten sind meist rötlich gefärbt und umfassen zahlreiche Sedimentstrukturen wie Rippelmarken, Strömungsmarken oder Fließwülste. Trockenrisse zeugen von zeitweiligem Trockenfallen. Darüber folgen die Val Badia-Schichten, diese kalkigen bis mergeligen Sedimente werden bis zu 50 Meter mächtig. Die Cencenighe-Schichten sind teilweise siltig entwickelt teilweise finden sich Dolomite, dolomitische Kalke und Kalkarenite. Die teilweise evaporitischen San Lucano-Schichten werden von manchen Autoren schon dem Unteren Sarl-Dolomit zugerechnet.

## Fossilführung
Der Werfener Quarzit gilt als fossilleer. Die Werfener Schiefer und die Werfener Kalke führen aber Fossilien, die eine Trennung in die südalpinen Unterstufen Seis und Campil ermöglichen. Im südalpinen Bereich ist die Werfen-Formation reich an verschiedenen Fossilien.

## Bodenschätze
In den Werfener Schichten treten Siderit, Ankerit und Baryt auf. Die sideritischen Erze sind früher auch stellenweise abgebaut worden. Daneben gibt es Gipsvorkommen, so etwa bei Pfennigbach bei Puchberg am Schneeberg, das eines der größten ostalpinen Gipsvorkommen darstellt.